# Buissoncourt
Buissoncourt település Franciaországban, Meurthe-et-Moselle megyében. Lakosainak száma 258 fő (2022. január 1.). Buissoncourt Cerville, Haraucourt, Lenoncourt, Réméréville, Varangéville és Velaine-sous-Amance községekkel határos.

## Népesség
A település népességének változása:
| Lakosok száma | 155  | 197  | 202  | 245  | 270  | 273  | 265  | 260  | 257  | 258  |
|               | 1968 | 1982 | 1990 | 2006 | 2013 | 2015 | 2017 | 2019 | 2020 | 2022 |